# Contea di Suffolk (New York)
La contea di Suffolk, in inglese Suffolk County, è una contea dello Stato di New York negli Stati Uniti posta nell'area centro-orientale dell'isola di Long Island. Fa parte dell'area metropolitana di New York. Il capoluogo di contea è Riverhead.

## Geografia fisica
La contea si trova nell'estremo sud-est dello Stato, sull'isola di Long Island. A nord si affaccia sul Long Island Sound, a ovest sul Block Island Sound e a sud sull'Oceano Atlantico. Il territorio è prevalentemente pianeggiante è raggiunge la massima elevazione di 122 metri con la Jayne's Hill posta in prossimità di Melville. Nella parte orientale il territorio della contea si divide in due penisole, la North Fork e la South Fork, separate dalle baie di Great Peconic Bay, Little Peconic Bay e Gardiners Bay. Tutta la costa meridionale, ad eccezione della costa meridionale della South Fork, è separata dall'oceano da una serie di isole costiere, e principalmente dalla John Beach Island e dalla Fire Island. Tra la costa meridionale e le isole costiere si stende la Great South Bay. Fanno inoltre parte della contea le isole di Gardiners, Shelter, Robins, Plum e Fishers. Le coste sono basse e sabbiose.
Il fiume principale è il Peconic, che scorre da ovest a est, prima di sfociare nella Flanders Bay. Verso sud scorre il fiume Carmans che sfocia nella Great South Bay.  La contea è densamente popolata nell'area occidentale e centrale. Nell'area orientale è meno urbanizzata. Nella contea si trovano anche due riserve: Shinnecock e Poospatuck.
Il capoluogo di contea è Riverhead, ma altri uffici della contea sono ubicati a Hauppauge, Smithtown e Yaphank. La città maggiore è Brookhaven. Altre città sono Babylon, Islip, Huntington, Southampton e East Hampton (le ultime due città sono conosciute collettivamente come Hamptons). La contea è sede di diverse università, tra cui Stony Brook University e Adelphi University.

### Contee confinanti
- Contea di New Haven (Connecticut) - nord
- Contea di Middlesex (Connecticut) - nord
- Contea di New London (Connecticut) - nord
- Contea di Washington (Rhode Island) - nord-est
- Contea di Nassau - ovest
- Contea di Fairfield (Connecticut) - nord-ovest

## Storia
L'area era abitata da nativi Montauk quando arrivarono i primi coloni. La contea è una delle 12 contee originarie della Provincia di New York, istituita nel 1683. I confini sono rimasti sostanzialmente invariati sin da allora. Dal 1899 la contea non confina più con il Queens, ma con la contea di Nassau. La contea deve il suo nome alla contea inglese di Suffolk da dove provenivano i primi coloni.
Alcuni degli abitanti della parte orientale della contea, quella meno urbanizzata, sostengono l'idea di creare ad est una nuova contea.

## Popolazione
Nel 2006 la popolazione risulta etnicamente così suddivisa:
- 83,6% bianca
- 7,4% afroamericana
- 3,4% asiatica
- 0,2% nativa americana

Gli ispanici rappresentano il 13,0% della popolazione totale. Al 2007 le principali origini dei cittadini risultano quelle italiane (29,5%), irlandesi (24,0%) e tedesche (17,6%).

## Comuni
| - Amagansett - Amityville - village - Aquebogue - Asharoken - village - Babylon - town - Baiting Hollow - Bay Shore - Bayport - Baywood - Belle Terre - village - Bellport - village - Blue Point - Bohemia - Brentwood - Bridgehampton - Brightwaters - village - Brookhaven - town - Calverton - Center Moriches - Centereach - Centerport - Central Islip - Cold Spring Harbor - Commack - Copiague - Copiague Harbor - Coram - Cutchogue - Deer Park - Dering Harbor - village - Dix Hills - East Farmingdale - East Hampton - town - East Islip - East Marion - East Moriches - East Northport - East Patchogue - East Quogue - East Shoreham - Eastport - Eatons Neck - Elwood - Farmingdale - Farmingville - Fire Island - Fishers Island - Flanders - Fort Salonga - Gilgo-Oak Beach-Captree - Gordon Heights - Great River | - Greenlawn - Greenport - village - Greenport West - Halesite - Hampton Bays - Hauppauge - Head of the Harbor - village - Holbrook - Holtsville - Huntington - town - Huntington Bay - village - Huntington Station - Islandia - village - Islip - town - Islip Terrace - Jamesport - Kings Park - Lake Grove - village - Lake Ronkonkoma - Laurel - Lindenhurst - village - Lloyd Harbor - village - Manorville - Mastic - Mastic Beach - Mattituck - Medford - Melville - Middle Island - Miller Place - Montauk - Moriches - Mount Sinai - Napeague - Nesconset - New Suffolk - Nissequogue - village - North Amityville - North Babylon - North Bay Shore - North Bellport - North Great River - North Haven - village - North Lindenhurst - North Patchogue - North Sea - Northampton - Northport - village - Northville - Northwest Harbor - Noyack - Oakdale - Ocean Beach - village | - Old Field - village - Orient - Patchogue - village - Peconic - Poospatuck Reservation - Poquott - village - Port Jefferson - village - Port Jefferson Station - Quioque - Quogue - village - Remsenburg-Speonk - Ridge - Riverhead (capoluogo) - town - Riverside - Rocky Point - Ronkonkoma - Sag Harbor - village - Sagaponack - village - Saltaire - village - Sayville - Selden - Setauket-East Setauket - Shelter Island - town - Shelter Island Heights - Shinnecock Hills - Shinnecock Reservation - Shirley - Shoreham - village - Smithtown - town - Southampton - town - Southold - town - Sound Beach - South Huntington - Springs - St. James - Stony Brook - Terryville - Tuckahoe - Village of the Branch - village - Wading River - Wainscott - Watermill - West Babylon - West Bay Shore - West Hampton Dunes - village - West Hills - West Islip - West Sayville - Westhampton - village - Westhampton Beach - Wheatley Heights - Wyandanch - Yaphank |